# Санкт-Анна-ам-Айген
Санкт-Анна-ам-Айген (нім. Sankt Anna am Aigen, словен. Sveta Ana pri Igu) — ярмаркова комуна  (нім. Marktgemeinde)  в Австрії, у федеральній землі Штирія. Санкт-Анна-ам-Айген знаходиться приблизно за 70 км на південний схід від Граца, приблизно за 25 км на південний схід від районного центру і на відстані 20 хвилин від міста Бад-Радкерсбург.
Входить до складу округу Зюдостштайєрмарк. Населення становить 1,758 осіб (станом на 31 грудня 2013 року). Займає площу 21 км².

## Герб
На синьому щиті прямостоячий срібний Козеріг, який тримає золотий патріарший хрест.